# Ichneumon microferiens
Ichneumon microferiens es una especie de insecto del género Ichneumon de la familia Ichneumonidae del orden Hymenoptera.
 Fue descrita por Heinrich en 1961.